# طريقة انحراف الميل
طريقة انحراف الميل هي طريقة لتحليل الإنشائي لكمرات وإطارات طرحت عام 1914 بواسطة جورج ماني. وكانت تستخدم هذة الطريقة كثيراً لمدة تزيد عن عشر سنوات حتي تم إستحداث طريقة توزيع العزوم.

## مقدمة
عند تكوين معادلات الإتزان لانحراف الميل، وتطبيق معادلات إتزان المفصلات والقص، يمكن حساب زاوية الميل.ثم التعويض مجدداً في معادلات الإتزان لانحراف الميل، يمكن تحدد العزوم عند النهايات.

كمرة غير محددة إستاتيكيا

الإنحراف لعنصر هو نتيجة عزوم علية.

## المعادلات
يمكن كتلبة معادلات إتزان انحراف الميل بعامل الجساءة {\displaystyle \mathrm {K} =\mathrm {I} /L} والدوران {\displaystyle \psi =\Delta /L}:

### اشتقاق معدلات انحراف الميل
عند تحميل كمرة بسيطة طولها {\displaystyle L_{ab}} وجساءتها {\displaystyle E_{ab}I_{ab}} عند طرفي النهاية بعزم في اتجاه عقارب الساعة {\displaystyle M_{ab}} و{\displaystyle M_{ba}}, وبالتالي يحدث دوران للعنصر.
قيم هذة زاويا الدوران يمكن حسابها باستخدام معدلات دارسي:
{\displaystyle \theta _{a}-{\frac {\Delta }{L_{ab}}}={\frac {L_{ab}}{3E_{ab}I_{ab}}}M_{ab}-{\frac {L_{ab}}{6E_{ab}I_{ab}}}M_{ba}}
{\displaystyle \theta _{b}-{\frac {\Delta }{L_{ab}}}=-{\frac {L_{ab}}{6E_{ab}I_{ab}}}M_{ab}+{\frac {L_{ab}}{3E_{ab}I_{ab}}}M_{ba}}
عن طريق ترتيب هذ المعادلات يمكن أستنباط معادلات انحراف الميل.

## معادلات اتزان
شروط اتزان المفاصل الداخلية هي أن كل مفصلة لها درجة حرية وليس لديها عزم غير متزن بمعني: أن تكون مستقرة.
{\displaystyle \Sigma \left(M^{f}+M_{member}\right)=\Sigma M_{joint}}
{\displaystyle M_{member}} هو عزم النهايات لعنصر.
{\displaystyle M^{f}} هو عزوم النهايات الثابثة.
{\displaystyle M_{joint}} هو عزوم خاريجية مطبقة مباشرةً علي المفصلة.

### اتزان القص
عند دوان عناصر الأطار يجب الأخذ في الأعتبار أتزان القص.

## مثال
مثال لكمرة غير محددة استاتيكيا:

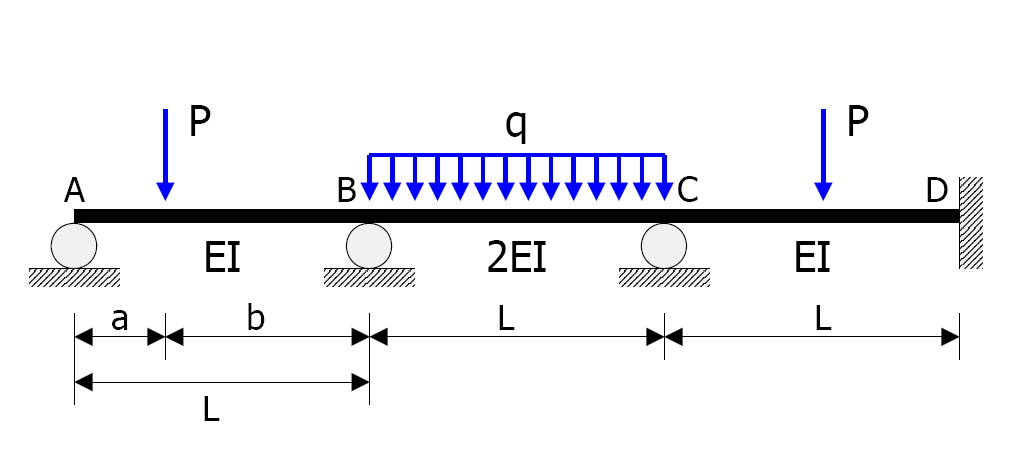
مثال لكمرة

- عناصر AB, BC, CD لديهم نفس الطول البحر {\displaystyle L=10\ m}.
- جساءة العناصر EI, 2EI, EI بالترتيب.
- حمل مركز {\displaystyle P=10\ kN} يؤثر علي مسافة {\displaystyle a=3\ m} وعلي منتصف عنصر CD
- حمل موزع {\displaystyle q=1\ kN/m} .
- في هذة الحسابات، عزوم ودوارنات في اتجاه عقارب الساعة يكونوا موجب.

### درجات الحرية
زوايا الدوران {\displaystyle \theta }(a,b,c) لعناصر A, B, C يكونوا مجاهيل.

### عزوم النهايات الثابتة
هم:
{\displaystyle M_{AB}^{f}=-{\frac {Pab^{2}}{L^{2}}}=-{\frac {10\times 3\times 7^{2}}{10^{2}}}=-14.7\mathrm {\,kN\,m} }
{\displaystyle M_{BA}^{f}={\frac {Pa^{2}b}{L^{2}}}={\frac {10\times 3^{2}\times 7}{10^{2}}}=6.3\mathrm {\,kN\,m} }
{\displaystyle M_{BC}^{f}=-{\frac {qL^{2}}{12}}=-{\frac {1\times 10^{2}}{12}}=-8.333\mathrm {\,kN\,m} }
{\displaystyle M_{CB}^{f}={\frac {qL^{2}}{12}}={\frac {1\times 10^{2}}{12}}=8.333\mathrm {\,kN\,m} }
{\displaystyle M_{CD}^{f}=-{\frac {PL}{8}}=-{\frac {10\times 10}{8}}=-12.5\mathrm {\,kN\,m} }
{\displaystyle M_{DC}^{f}={\frac {PL}{8}}={\frac {10\times 10}{8}}=12.5\mathrm {\,kN\,m} }

### معادلات اتزان انحراف الميل
{\displaystyle M_{AB}=2{\frac {EI}{L}}\left(2\theta _{A}+1\theta _{B}\right)={\frac {4EI\theta _{A}+2EI\theta _{B}}{L}}}
{\displaystyle M_{BA}={\frac {EI}{L}}\left(2\theta _{A}+4\theta _{B}\right)={\frac {2EI\theta _{A}+4EI\theta _{B}}{L}}}
{\displaystyle M_{BC}={\frac {2EI}{L}}\left(4\theta _{B}+2\theta _{C}\right)={\frac {8EI\theta _{B}+4EI\theta _{C}}{L}}}
{\displaystyle M_{CB}={\frac {2EI}{L}}\left(2\theta _{B}+4\theta _{C}\right)={\frac {4EI\theta _{B}+8EI\theta _{C}}{L}}}
{\displaystyle M_{CD}={\frac {EI}{L}}\left(4\theta _{C}\right)={\frac {4EI\theta _{C}}{L}}}
{\displaystyle M_{DC}={\frac {EI}{L}}\left(2\theta _{C}\right)={\frac {2EI\theta _{C}}{L}}}

## معادلات اتزان المفاصل
مفاصل A, B, C في حالة اتزان وبالتالي:
{\displaystyle \Sigma M_{A}=M_{AB}+M_{AB}^{f}=0.4EI\theta _{A}+0.2EI\theta _{B}-14.7=0}
{\displaystyle \Sigma M_{B}=M_{BA}+M_{BA}^{f}+M_{BC}+M_{BC}^{f}=0.2EI\theta _{A}+1.2EI\theta _{B}+0.4EI\theta _{C}-2.033=0}
{\displaystyle \Sigma M_{C}=M_{CB}+M_{CB}^{f}+M_{CD}+M_{CD}^{f}=0.4EI\theta _{B}+1.2EI\theta _{C}-4.167=0}

## زوايا الدوران
يتم إيجاد هذة الزوايا عن طريق حل المعادلات بالأعلي.
{\displaystyle \theta _{A}={\frac {40.219}{EI}}}
{\displaystyle \theta _{B}={\frac {-6.937}{EI}}}
{\displaystyle \theta _{C}={\frac {5.785}{EI}}}

## عزوم النهايات للعنصر
عن طريق التعويض في معادلات اتزان انحراف الميل بزوايا الدوران:

{\displaystyle M_{BA}=0.2\times 40.219+0.4\times \left(-6.937\right)+6.3=11.57}
{\displaystyle M_{BC}=0.8\times \left(-6.937\right)+0.4\times 5.785-8.333=-11.57}
{\displaystyle M_{CB}=0.4\times \left(-6.937\right)+0.8\times 5.785+8.333=10.19}
{\displaystyle M_{CD}=0.4\times -5.785-12.5=-10.19}
{\displaystyle M_{DC}=0.2\times -5.785+12.5=13.66}